# Отто Штайнбрінк
Отто Штайнбрінк (нім. Otto Steinbrinck; 19 грудня 1888, Ліппштадт - 16 серпня 1949, Ландсберг-ам-Лех) - один із керівників військової промисловості Третього Рейху, бригадефюрер СС, член Кола друзів рейхсфюрера СС, лідер воєнної економіки. Один із найкращих командирів підводних човнів в історії, кавалер ордена Pour le Mérite.

## Біографія
3 квітня 1907 року поступив на службу кадетом в Імперський військовий флот, з 1911 року служив на підводних човнах. Під час Першої світової війни був командиром підводних човнів U 6, UB 10, UB 18, UB 57 і UC 65, на яких здійснив 24 походи і потопив 216 ворожих кораблів загальною водотоннажністю 244 797 брт і, таким чином, зайняв четверте місце у списку найрезультативніших підводників Першої світової війни.
Після війни демобілізований. В 1923 році поступив на керівну посаду в компанію Linke-Hofmann-Lauchhammer AG. З 1925 року - особистий секретар Фрідріха Фліка, згодом - віце-президент концерну Фліка. 1 травня 1933 року вступив у НСДАП (квиток №2 638 206), 30 травня 1933 року - в СС (особистий номер 63 084). Згодом став членом Кола друзів рейхсфюрера СС і переконав Фрідріха Фліка приєднатись до Кола, декілька разів був гостем у квартирі Генріха Гіммлера. Літом 1939 року покинув концерн Фліка.
В грудні 1939 року поступив у компанію Thyssen. З 1940 року - член контрольної ради Vereinigte Stahlwerke AG, в якій Thyssen володіла більшістю акцій, і був заступником голови до кінця Другої світової війни. З травня 1940 по березень 1942 року- генеральний представник металургійної промисловості в Люксембурзі, Бельгії та Нідерландах. З квітня 1941 року - член Президіуму вугільної промисловості рейху, з березня 1942 до осені 1944 року займався евакуацією промислових підприємств зв якості генерального представника, відповідального за вугільну промисловість Бельгії, Франції та Нідерландів. В квітня 1945 року здійснював зв'язок між рурською промисловістю та групою армій «B».
30 квітня 1945 року заарештований американцями і став одним із підсудних Нюрнберзького процесу у справі Фрідріха Фліка. Визнаний винним за пунктами обвинувачення 4 і5 (членство в НСДАП і Колі друзів рейхсфюрера СС та участь у злочинній організації СС) і 22 грудня 1947 року засуджений до 5 років ув'язнення. На суді Штайнбрінк заявив, що вступив у НСДАП і СС лише в інтересах концерну Фліка, щоб зменшити антикапіталістичний та антикорпоративний вплив НСДАП на підприємців, і що він не знав про злочинну діяльність СС. Помер у Ландсберзькій в'язниці.

## Звання
- Зее-кадет (3 квітня 1907)
- Лейтенант-цур-зее (1911)
- Обер-лейтенант-цур-зее
- Капітан-лейтенант
- Штандартенфюрер СС (30 травня 1933)
- Оберфюрер СС (квітень 1935)
- Бригадефюрер СС (січень 1939)
- Фрегаттен-капітан (1939)

## Нагороди[3]

### Перша світова війна
- Залізний хрест 2-го і 1-го класу
- Лицарський хрест 2-го класу ордена Альберта (Королівство Саксонія)
- Лицарський хрест Військового ордена Святого Генріха (Королівство Саксонія)
- Нагрудний знак підводника
- Лицарський хрест ордена дому Гогенцоллернів з мечами (9 січня 1916) — як командир підводного човна UB 10.
- Pour le Mérite (29 березня 1916) — як обер-лейтенант-цур-зее і командир підводного човна UB 18.

### Міжвоєнний період
- Почесний хрест ветерана війни з мечами
- Йольський свічник
- Кільце «Мертва голова»
- Почесна шпага рейхсфюрера СС
- Лідер воєнної економіки (квітень 1938)

### Друга світова війна
- Застібка до Залізного хреста 2-го і 1-го класу
- Хрест Воєнних заслуг 2-го і 1-го класу з мечами